# Southernia tenuicauda
Southernia tenuicauda är en rundmaskart som beskrevs av Allgen 1933. Southernia tenuicauda ingår i släktet Southernia och familjen Siphonolaimidae. Inga underarter finns listade i Catalogue of Life.